# Pedro Enríquez Martínez
Pedro Enríquez (Granada, 1956) es un poeta, narrador y editor español, académico con la letra Z de la Academia de Buenas Letras de Granada desde el año 2004 y director de la revista Ficciones, Revista de Letras.
De su obra se han publicado veinticinco títulos entre libros y poemarios. Sus últimos libros publicados: Libélulas y Granados (Editorial Dauro 2015, edición bilingüe español–japonés, junto con el poeta japonés Yutaka Hosono), Poesía para desafinados (Ediciones Puerto 2017, Puerto Rico), En el hueco de su mano (Editorial Alhulia 2018, Colección Mirto Academia), En los cimientos del poema. Antología Poética 1988-2018 (Aula de Poesía y Humanismo Dama de Baza, Baza 2019), Késelen. Ese filo.Válogatott-Selección de poemas. (Editorial AB ART 2019. Traducción al húngaro de Balázs F. Attila) y Las estatuas de sal. TA ΑΓΑΛΜΑΤΑ ΑΠΟ ΑΛΑΤΙ. Edición bilingüe español–griego. Traducción al griego Stavros Guirguenis (Editorial ΕΟΕ Books, Tesalónica, Grecia 2019), En el hueco de su mano. Fi yuf yada (Ebjed Cultural Foundation. Irak 2021, segunda edición 2022), traducción al árabe de Hussein Nhaba. La exacta quietud del ahora. Antología Poética 1988 – 2018 (Editorial Alhulia 2022, Colección Mirto Academia) y Sueño y Misterio. Poemas de Pedro Enríquez, dibujos de David Zaafra (Ediciones Rilke, Madrid, 2023).
Poemas suyos se han publicado en antologías y editoriales de diversos países del mundo y algunos de sus poemas han sido traducidos al francés, hebreo, árabe, inglés, italiano, portugués, turco, ruso, quechua, catalán, húngaro, croata, rumano, griego y japonés.
Ha sido invitado a participar en lecturas y eventos internacionales de poesía en numerosos países del mundo, como Argentina, Uruguay, Perú, Colombia, México, Estados Unidos, Nicaragua, Panamá, Canadá, Francia, Portugal, Italia, Puerto Rico, Marruecos, Turquía, Túnez, Argelia, Cuba, Omán e Irak. 

## Conferencias y talleres
Ha impartido conferencias y talleres en Estados Unidos, Columbia (Nueva York), Bucknell University (Pensilvania), Universidad de Cincinnati (Ohio), Colegio Boricua (Nueva York), Southwestern College (San Diego); Festival de Poesía de Medellín (Colombia), Festival de Poesía de Buenos Aires (Argentina), Festival de Poesía de Granada (Nicaragua), Universidad de Granada (España), CECUT (Tijuana, México).
- Director del Festival Internacional Poesía en el Laurel, La Zubia (Granada) que en el año 2024 cumplió su veintiuna edición.
- Codirector del Festival de Otoño de Poesía y del Libro Franco Español, que en el año 2024 cumplió su trece edición.
- Director/organizador de múltiples ciclos como: Ciclo de Poesía Europea en Granada, Poesía sin fronteras: Poesía escrita por gitanos, Los poetas de la Alhambra, Primer Encuentro de Literatura de viajes, Primer Encuentro de Periodismo cultural, Poesía y música en los monumentos, Poesía y Música en los Conventos, etc.

- Escritor perteneciente a los intelectuales miembros fundadores de la Maison de la Sagesse de Grenade.

- Director del programa de radio emitido por Internet: La voz a ti debida. Tardes de radio y literatura.

- Asesor Cultural del Centro UNESCO de Andalucía (España).

- Presidente de la Filial España del Consejo Americano de Todas las Sangres (Lima, Perú).

- Presidente de la Asociación Cultural Granada13artes.

- Miembro del Consejo Científico de Publicaciones del Patronato de la Alhambra y el Generalife

- Codirector del I Congreso Internacional de Poesía y Música para la Paz (Centro UNESCO de Andalucía y Fundación Cultura de Paz).

## Condecoraciones y premios

#### Homenaje
En el año 2003 le dedican en Pinos Puente, Granada, el homenaje a un escritor que realiza anualmente el Certamen Literario Castillejo Benigno Vaquero (edición número veinte y cuatro).

#### Condecoración
Condecoración con la Orden José María Arguedas en el Grado de Maestro, por el Consejo Nacional e Internacional Todas las Sangres, en Cusco, Perú.

#### Gran Premio Internacional
Gran Premio Internacional en la decimocuarta edición de la Feria Internacional del Libro de Puerto Rico, por su importante aportación al mundo literario a través de su obra poética, además de tener en consideración su importante gestión cultural, que ha obtenido un gran reconocimiento internacional.

#### Encuentro anual en Japón
Octubre de 2015: el Club de Poetas de Japón dedica en Tokio su encuentro anual al granadino Pedro Enríquez, siendo el primer poeta español invitado.

#### Premios
Agosto de 2016: se le otorgó el Premio Internacional VI Poesía en el Laurel.
Julio de 2017: recibió el Primer Premio de la Primera Edición del Premio Internacional de Poesía Ciudad de Baza.
En 2018 se le otorga el Premio FIARTE IX Edición a la Literatura.
Premio Internacional Nelson Mandela 2023, como reconocimiento a la aportación que con su obra y su vida ha hecho en favor de la Paz y la Concordia, otorgado por Arte Ahora, la Academia Española de Literatura Moderna y la Academia Nacional e Internacional de la SMGE, Sede Andalucía.
Pedro Enríquez - Homenaje a su trayectoria literaria, Encuentro Internacional Literario-Musical, organizado por el Aula de Poesía y Humanismo Dama de Baza, Baza, Granada, junio de 2023.
Premio Damaso Aloso 2021 (entregado en octubre del 2023), concedido por la Academia Hispanoamericana de Buenas Letras de Madrid, España.
Nombramiento como Delegado para Granada de la Academia Española de Literatura Moderna y de la Academia de Poesía Nacional e Internacional de la Ilustre y Benemérita Sociedad Mexicana de Geografía y Estadística, sede Andalucía (España). Abril 2024.
Premio Internacional de Literatura: Premio Internacional de literatura "Dr. J. Manuel Equihua Estrella” de la organización internacional "CCI Utopía Poética Universal" con sede en México y su filial en EEUU. Mayo 2024.
Premio Internacional Mahatma Gandhi 2024, como reconocimiento a la aportación que con su obra y su vida ha hecho en favor de la Paz y los Derechos Humano otorgado por Arte Ahora, la Academia Española de Literatura Moderna y la Academia Nacional e Internacional de la SMGE, Sede Andalucía

#### Exposición pintura y escultura homenaje a Pedro Enríquez
Exposición de Pintura y Escultura Homenaje a Pedro Enríquez Libera lo invisible, La Zubia, Granada 2019.

#### Reconocimiento
Reconocimiento otorgado por sus destacados logros literarios en la Feria del Libro Hispano/Latino 2019 de Nueva York.
Distinción de calidad Internacional Doctor Honoris Causa Certificate in Letters and Literature, otorgado por la Institución Cultural Colombiana Casa Poética Magia y Plumas: por sus logros … a través de sus conocimientos contribuye a cambios esenciales…” Colombia 2022.
Doctor e Doctorum Honorarioum –México España- y Doctorado Honoris Causa otorgados en la Cumbre Mundial del Conocimiento, Madrid mayo de 2022: “Por su mérito profesional en la modalidad de poesía… fomentando los valores del respeto y la solidaridad para la paz. Por su gran visión y compromiso de impulsar a los más jóvenes, siendo testimonio de éxito para la sociedad española y para el mundo.” 

#### Talleres de poesía en la cárcel
Desde hace siete años imparte talleres de poesía en el Centro Penitenciario de Albolote (Granada), habiendo editado tres libros con los poemas de los reclusos, ilustrados por dibujos del taller de pintura del Centro Penitenciario de Albolote, Granada, con título La penumbra también tiene su danza (2019), Lo que no se nombra (2022), proyecto por el que se le ha otorgado el Premio Prometeo 2019 y recientemente el libro titulado El pulso de la tormenta (2024), que se ha editado junto a un cd de composiciones musicales creadas por cantautoras y cantautores basadas en poemas escritos por los reclusos del taller de poesía Libre de cadenas impartido por Pedro Enríquez con el mismo título El pulso de la tormenta.

#### Coordinación proyecto
Idea y Coordinación del proyecto EL 5 A LAS 5 EN 5, el 5 de junio 2011, desde Fuente Vaqueros, cuna de Federico García Lorca. Al cumplirse el 113 aniversario de su nacimiento, y el 75 de su muerte, se unieron los lugares que fueron emblemáticos en la vida y fuente de inspiración en su obra, en una conexión simultánea, enlazando la Residencia de Estudiantes en Madrid; el Campus de la Universidad de Columbia en Nueva York; hasta llegar a la sede de la Uneac en La Habana y el Hotel Castelar en Buenos Aires. Un proyecto ideado por el poeta Pedro Enríquez y coordinado desde el Patronato Cultural FGL y el Museo Casa Natal del poeta.
http://www.patronatogarcialorca.org/english/actividad.php?codigo_actividad=58

#### Conferencias
Conferencia en la Academia Nacional de Letras de Uruguay: Lorca. Gacela de Presencia. Caminos Encontrados.
Conferencia en el Instituto Cervantes de Tokio sobre Lorca: Poesía española contemporánea. Pepín Bello y Federico García Lorca.

#### Visitante Ilustre y destacado
Visitante Ilustre de la Ciudad de Aguilares (Argentina).
Visitante destacado de la Ciudad de Monteros (Argentina). 

## Director/organizador de múltiples ciclos
- Ciclo de Poesía Europea en Granada

- Poesía sin fronteras: Poesía escrita por gitanos

- Los poetas de la Alhambra

- Primer Encuentro de Literatura de viajes

- Primer Encuentro de Periodismo cultural

- Poesía y música en los monumentos

- Poesía y música en los conventos

- Codirector del proyecto de Fotografía y Poesía LITURGIA DEL OLVIDO, compuesto por 41 fotografías y 41 poemas, fruto de la colaboración con el fotógrafo José María Márquez, director del colectivo ComPhoto – Club y Escuela, que ha sido expuesto hasta el momento en Granada (España), Tijuana (México), Fez (Marruecos) y Rabat (Marruecos).

- Parte de su obra poética ha sido musicalizada a través de espectáculos de poesía y música, y en la voz de cantautores y cantantes, como su poema Génesis en la voz del cantante VALEN.

- Codirector del concierto DE AQUÍ Y DE ALLÁ, con el músico marroquí Nizar Liemlahi.
- Concierto de Teresa Parodi y Pedro Enríquez, Poesía y Música, en el Teatro del Centro Cultural CajaGranada, Memoria de Andalucía. Abril 2013. Un poema: https://www.youtube.com/watch?v=qkshFpSx0oA

- El cantautor argentino/español Luis Otero ha puesto música a trece de sus poemas en el concierto POESÍA PARA DESAFINADOS, que puede escucharse y verse en: https://www.youtube.com/watch?v=h8tUV3VVgY8
- Creador del espectáculo EL SILENCIO DEL SONIDO, que puede verse y escucharse en: https://www.youtube.com/watch?v=VGWbdQpIQAc

- Creador de espectáculos EL SILENCIO DEL SONIDO y LIBERA LO INVISIBLE, uniendo en escena diversas artes como la música, poesía, danza, proyección, fotografía.

- Creador, junto con los músicos Proyecto DASEIN (arpa, viola y flauta), del espectáculo NAMIBIA. EN EL HUECO DE SU MANO, de música, poesía y danza contemporánea, puesto en escena por primera vez en 2019.

- En el año 2022 el Grupo Musical Fuera de Lugar ha publicado un CD+libro basado en poemas de su libro En el hueco de su mano, con título El cielo se incendia, estrenado en febrero de 2023 con un concierto en el Teatro Isabel la Católica de Granada, destinados los beneficios a Medicus Mundi. https://youtu.be/WL8opzPzkp0?feature=shared
- En el año 2024 participa en el álbum VOLCÁN, de OSEHIM y CRIS SHIRAY, siendo la primera canción un poema de su autoría, en su propia voz, con título NÚCLEO. Se puede escuchar en: https://www.youtube.com/watch?v=Cf06O6RhdkY

#### Conferencias
Conferencia en la Academia Nacional de Letras de Uruguay: Lorca. Gacela de Presencia. Caminos Encontrados.
Conferencia en el Instituto Cervantes de Tokio sobre Lorca: Poesía española contemporánea. Pepín Bello y Federico García Lorca.

#### Visitante Ilustre y destacado
De la Ciudad de Aguilares (Argentina), Visitante Ilustre.
Y en Argentina, en la Ciudad de Monteros, Visitante destacado.

## Obras
De su obra se han publicado los siguientes libros y poemarios.
- Sus últimos libros publicados:
  - Libélulas y Granados (Editorial Dauro 2015, edición bilingüe español–japonés, junto con el poeta japonés Yutaka Hosono).
  - Poesía para desafinados (Ediciones Puerto 2017, Puerto Rico).
  - En el hueco de su mano (Editorial Alhulia 2018, Colección Mirto Academia).
  - En los cimientos del poema. Antología Poética 1988-2018 (Aula de Poesía y Humanismo Dama de Baza, Baza 2019).
  - Késelen. Ese filo.Válogatott-Selección de poemas. (Editorial AB ART 2019. Traducción al húngaro de Balázs F. Attila).
  - Las estatuas de sal. TA ΑΓΑΛΜΑΤΑ ΑΠΟ ΑΛΑΤΙ. Edición bilingüe español–griego. Traducción al griego Stavros Guirguenis (Editorial ΕΟΕ Books, Tesalónica, Grecia 2019).
  - En el hueco de su mano. Fi yuf yada (Ebjed Cultural Foundation. Irak 2021) traducción al árabe de Hussein Nhaba.
  - Lo que no se nombra (2021)
  - El cielo se incendia (2022)
  - En el hueco de su mano. 2ª edición árabe (2022)
  - Sueño y misterio. Poemas con litografías del pintor Zafra. (2023)
  - La exacta quietud del ahora. Antologí apoética (2023)
  - Libera l'invisible: Libera lo invisible tarducido por Stefanía Di Leo. (2025)
  - En los cimientos del poema. Antología poética (1988-2024). 2ª edición revisada y ampliada.

Sus poemas se han publicado en antologías y editoriales de diversos países del mundo y algunos de sus poemas han sido traducidos al francés, hebreo, árabe, inglés, italiano, portugués, turco, ruso, quechua, catalán, húngaro, croata, rumano, griego y japonés.

## De su obra se han publicado los siguientes libros y poemarios
-Extremo a Extremo del Silencio (Diputación de Granada, 1er Premio Villa de Peligros, 1987). ISBN 8450571944
-Historias de arena (Diputación de Granada, Genil de Literatura, 1993). ISBN 8478070842
-Vigilante de Niebla (Editorial Comares, Granada, 1995). ISBN 8481511498
-Poetas en el aula (Consejería de Educación y Ciencia, Junta de Andalucía, 1995). ISBN 8480519126
-Pedro Enríquez, Las lecturas poéticas (Centro Cultural Generación del 27, Málaga, 1999).
-Los áridos pasos (Ayuntamiento de Montilla, Córdoba, 1999). ISBN 8489619328
-VI Premio Nacional de Poesía Poeta Mario López (Ayuntamiento de Bujalance, Córdoba. Varios autores, Premio Mario López). ISBN 978-84-89809-04-8
-El eco de los pájaros (Editorial Pen Press, Nueva York, 2002).
-Las manos en su vuelo - Antología (Cuadernos de Caridemo, Almería, 2003).
-L'eco degli uccelli (Quaderni della valle, Italia, traducción de Emilio Coco. Edición bilingüe italiano-español, 2005).
-Alhambra y Generalife. Breve Itinerario poético del agua (Academia de Buenas Letras de Granada, discurso de ingreso como académico, Granada, 2006). ISBN 8493481602
-Zaguán (formato CD - Editorial Aries, Junín, Buenos Aires, Argentina. 1er Premio III Concurso Internacional de Poesía 2004 - Instituto Cultural Latinoamericano-, 2005).
-Ciudad en obras (Colección Mirto, Academia de Buenas Letras de Granada, España, 2007). ISBN 849664121X
-Sueños en el laberinto (Ficciones libros, 2008). ISBN 978-84-95682-31-4    
-Ese filo (selección de poemas, Ficciones libros. Edición bilingüe inglés-español, 2009). 1ª y 2ª edición. ISBN 978-84-95682-33-8
-Liturgia del olvido  (Colección Mirto, Academia de Buenas Letras de Granada, España, 2009). ISBN 978-84-92593-22-4
-Sueño y misterio. Caja – libro. Poemas con litografías del pintor Zaafra (ICA Instituto de Cultura de Aguascalientes, México - Ficciones libros, 2010).
-El eco de los pájaros (Edición bilingüe, español-francés, Editorial Alhulia 2011). ISBN 978-84-15249-15-3
-Esse fío (selección de poemas, UNICEPE, Porto, Portugal. Edición en portugués 2011).
-Libélulas y Granados (bilingüe japonés español, con Yutaka Hosono. Editorial Dauro, 2015) ISBN 978-84-16340-41-5    
-El lienzo del deseo (Ayuntamiento de Priego de Córdoba, Córdoba 2015) ISBN 978-84-617-3918-9    
-Poesía para desafinados (Ediciones Puerto 2017, Puerto Rico)
-En el hueco de su mano (Editorial Alhulia, 2018) ISBN 978-84-949380-4-7
-En los cimientos del poema. Antología Poética 1988-2018 (Ayuntamiento de Baza 2019), ISBN 978-84-15728-89-4
-Késelen. Ese filo.Válogatott-Selección de poemas. (Editorial AB ART 2019. Traducción al húngaro de Balázs F. Attila) ISBN 978-615-004710-2
-Las estatuas de sal. TA ΑΓΑΛΜΑΤΑ ΑΠΟ ΑΛΑΤΙ. Edición bilingüe español–griego. Traducción al griego Stavros Guirguenis (Editorial ΕΟΕ Books, Tesalónica, Grecia 2019)
-En el hueco de su mano. Fi yuf yada (Ebjed Cultural Foundation. Irak 2021 primera edición y segunda edición 2022) traducción al árabe de Hussein Nhaba.
-La exacta quietud del ahora (Antología Poética 1988–2018) (Editorial Alhulia, 2022) ISBN 978-84-126538-1-6
-Sueño y Misterio. Poemas de Pedro Enríquez, dibujos de David Zaafra (Ediciones Rilke, Madrid, 2023) ISBN 978-84-18566-33-2

## Otros libros, publicados, en colaboración
-Guía de Bibliotecas de la ciudad de Granada (Granada, 1ª y 2ª edición 1988). ISBN 8495682141
-Guía de Archivos Históricos de la ciudad de Granada (Granada, 2001). ISBN 849568201X
-Mapa cultural de la ciudad de Granada (Granada, 1ª y  2ª edic. Ficciones Libros 2003).
-Miguel Ruiz del Castillo. Una vida diferente (Granada, Ficciones Libros 2003).
-Desde la otra orilla. Poetas de Rosario (Santafé-Argentina) (Ediciones de Rosario, Argentina y de Granada, España, Ayuntamiento de Granada 2008).
-Antología poética de las dos Granadas (España-Nicaragua) (Ediciones de Granada, Nicaragua y de Granada, España, Ayuntamiento de Granada 2014).
La penumbra también tiene su danza (2019), Lo que no se nombra (2022) y el libro con CD musical El pulso de la tormenta (2024), poemas escritos por reclusos.

## En relato breve, ha sido incluido en las antologías:
-Una hoja de otoño en el parabrisas (Madrid, Huerga y Fierro editores).
-Granada en Cuento, antología (editorial Dauro, Granada).
-Cuentos del Cabo de Gata (Ediciones la Amoladera, Almería).
-Històries de vida. Premios Literarios Constantí 2002 (Silva Editorial, Ayuntamiento de Costantí, Tarragona). 

## Sus poemas también forman parte de algunas antologías poéticas
- Poesía española contemporánea: una muestra de doce poetas (México, 1998).
- Cuadernos de Sandua (Córdoba, 1999).
- 25 poetas en la Casa del Inca (Montilla, 2000).
- Pólvora blanca. Antología de poetas por la paz y la palabra (Córdoba, 2003).
- Entre Desiertos (Ayuntamiento de Peligros, 2004).
- Del amor y sus paisajes (Universidad de Granada, 2004).
- Después de todo (Bilaketa, Navarra, 2004).
- Poetas de Granada. Desde la otra orilla (Rosario, Argentina, 2004).
- El perfil del naipe (Ediciones Dauro. Granada, 2005).
- Más poemas para dejarse llevar (Junta de Andalucía. Consejería de Obras Públicas y Transportes, 2005).
- Poetas de cara al siglo (Taller La Araucaria. Puerto Iguazú, Misiones, Argentina, 2007).
- Prometeo, Revista Latinoamericana de Poesía. Número 77-78. (Medellín (Colombia), 2007)
- Ulrika, Revista de Poesía. Número 39-40. Españoles 20 poetas Colombianos (Bogotá (Colombia), 2007)
- Contemplando la vida (Universidad de Granada, 2007).
- Todo es poesía en Granada. Panorama poético (2000-2015). José Martín de Vayas (antólogo). Granada: Esdrújula Ediciones, 2015.

- Europski glasnik. Antología de poetas de Europa. (Croacia. 2014 ISSN 1551-0232.)

- El pájaro azul. Homenaje a Rubén Darío. (Editorial Artificios 2016) ISBN 978-84-945497-4-8

- Explicación de la derrota. XX Encuentro de Poetas Iberoamericanos (Fundación Salamanca 2017) ISBN 978-84-946997-3-3

- En unos pocos corazones fraternos- Antología solidaría (Entorno Gráfico Ediciones 2017) ISBN 978-84-16319-48-0

- Voces del vino. Edición de María Palitachi (Books&Smith New York 2017) ISBN 978-1-387-29032-1

- Amanecida. Antología homenaje a Julia de Burgos en su centenario (Editorial EDP Puerto Rico 2014) ISBN 978-1-942352-04-4

- Espiral 6. La Alhambra, Granada 2019. Acción Poética. (Segundo B Ediciones 2019) DL 308-2019.

- Caballo del Alba. Voces de Granada para Federico. (Edita Patronato Cultural Federico García Lorca 2019) ISBN 978-84-939757-8-4

- Cinco a las 8 (edita Ayuntamiento de Almería 20) DL 635-2019

- Versos que abrazan. Poesía contra la violencia de género (Ayuntamiento de Almería-Fundación de Arte Ibáñez Consentino) DL 3058-2019

- Senderos Cruzados. Antología Poética (Aula se Poesía y Humanismo Dama de Baza, Ayuntamiento de Baza, Granada) ISBN 978-84-17728-60-4

- VI Encuentro Internacional de Poesía “Ciudad de Cabra”. Antología Poética (Edita Arte Ahora 2022 Cabra, Córdoba)
- Homenaje a don Juan Valera en el 200 aniversario de su nacimiento (Excma. Diputación Provincial de Córdoba 2024) DL CO 1989-2024

## Otras actividades
- En septiembre de 2003 participó como representante español en el XI Festival Internacional de Poesía de Rosario (Argentina).
- En julio de 2007 fue invitado al XVII Festival Internacional de Poesía de Medellín (Colombia).
- En septiembre de 2008 es invitado por el Instituto Nacional de Bellas Artes y Literatura (INBAL) de México para realizar una lectura de su obra en el Palacio de Bellas Artes, México D.F., y por el Instituto de Cultura de Aguascalientes, México a inaugurar la 40.ª edición de la Feria del Libro de Aguascalientes, la más antigua de México.
- En mayo de 2009 participó como invitado en el 5º Mayo de las Letras y la Lectura, Dirección de letras de Tucumán, Argentina.
- Colabora en programas de radio y televisión, como el programa Poesía en el zaguán, en Zradio, con la actriz Yolanda López.
- Escritor de artículos en prensa.
- Organizador y coordinador de actos culturales como:
  - Ciclo de Poesía Europea en Granada,
  - Un mundo de poesía,
  - Tardes de cuentos,
  - Poesía sin fronteras: Poesía escrita por gitanos,
  - Los poetas de la Alhambra,
  - Imaginar los sentidos,
- Director de los proyectos literarios:
  - Poesía y música en los monumentos (Granada, España)
  - Poesía en el laurel (La Zubia, Granada, España)
  - Iª Semana Internacional del Cuento en La Zubia (Granada).
  - Ier Encuentro de Literatura de Viajes (Granada).

## Galardones
- 1.er Premio Poesía por la Paz
- 1.er Premio Certamen Federico García Lorca
- 1.er Premio XIV Tribuna poética de Andalucía.
- Propuesto para el Premio José Guerrero a la actividad cultural (2002).
- En junio del año 2003 el Ayuntamiento de Pinos Puente (Granada) le dedicó el homenaje que anualmente realiza a un escritor.
- 1.er Premio Villa de Peligros por su obra Extremo a Extremo del Silencio.
- Premio Mario López por Sueños en el laberinto (colaboración con otros autores).
- Presidente de la filial España del Consejo Americano de Todas las Sangres (nombrado en Lima, Perú).
- Consejero del Aula Antonio Machado, en Buenos Aires (Argentina).
- Asesor Cultural del Centro Unesco de Andalucía.

## Grados Honoríficos Internacionales
DOCTOR E DOCTORUM HONORARIORUM, México-España, DOCTORADO HONORIS CAUSA, otorgado por diversas instituciones educativas y organizaciones de distinción internacional, en la CUMBRE MUNDIAL DEL CONOCIMIENTO, WORLD KNOWLEDGE SUMMIT, en Madrid, España, mayo del año 2022.